# Liste des châteaux écossais
Cette liste répertorie les principaux châteaux en Écosse, au Royaume-Uni.

## Liste parCouncil area
| 1. Inverclyde 2. Renfrewshire 3. West Dunbartonshire 4. East Dunbartonshire 5. Glasgow 6. East Renfrewshire 7. North Lanarkshire 8. Falkirk 9. Clackmannanshire 10. West Lothian 11. Édimbourg 12. Midlothian 13. East Lothian 14. Fife 15. Dundee 16. Angus |  | 1. Aberdeenshire 2. Aberdeen 3. Moray 4. Highland 5. Hébrides extérieures 6. Argyll and Bute 7. Perth and Kinross 8. Stirling 9. North Ayrshire 10. East Ayrshire 11. South Ayrshire 12. Dumfries and Galloway 13. South Lanarkshire 14. Scottish Borders 15. Orcades 16. Shetland |